# Parodontax
 (mai 2021).
Si vous disposez d'ouvrages ou d'articles de référence ou si vous connaissez des sites web de qualité traitant du thème abordé ici, merci de compléter l'article en donnant les références utiles à sa vérifiabilité et en les liant à la section « Notes et références ».
Parodontax est une marque de dentifrice allemande, détenue par la société britannique GlaxoSmithKline.
Le dentifrice Parodontax a été développé en 1937 par le dentiste allemand Dr Focke. Le produit avait la formulation originale à base de bicarbonate de sodium. Il a ensuite été lancé en collaboration avec la société pharmaceutique allemande Madaus et a ajouté des propriétés anti-inflammatoires et antibactériennes à base de plantes.
Les ingrédients historiques du dentifrice contenaient les éléments suivants : bicarbonate de sodium, eau, glycérine, bétaïne de cocamidopropyle, alcool, extrait de racine de ratanhia (Krameria triandra), extrait de fleur/feuille/tige d'échinacée (Echinacea purpurea), alcool dénaturé, gomme xanthane, extrait de camomille (Chamomilla recutita), extrait de myrrhe (Commiphora myrrha), saccharine, benzoate de sodium, huile de sauge (Salvia officinalis), huile de menthe sauvage (Mentha arvensis), limonène et oxyde de fer. Ces extraits de plantes donnent au dentifrice un goût salé particulier.
En 1975, Parodontax a lancé le premier produit contenant du digluconate de chlorhexidine en Allemagne. Depuis 1989, la substance active chlorhexidine digluconate est largement utilisée dans le traitement des maladies des gencives. Au fil des années, une large gamme de produits pharmaceutiques, notamment des bains de bouche, des sprays et des gels, ont été développés pour offrir un traitement efficace à court terme contre la gingivite.
En 2001, la marque a été obtenue par GlaxoSmithKline qui a continué la production selon l'ancienne recette. Cependant, en 2017, les extraits de plantes ont été retirés, laissant le dentifrice avec l'ingrédient actif fluorure stanneux et l'ingrédient abrasif bicarbonate de sodium,. Néanmoins, les producteurs affirment que la pâte a toujours la capacité de guérir les gencives qui saignent, ce qui est débattu par les associations de dentistes,.